# Anne Cecilie Brusletto
Anne Cecilie Brusletto (Oslo, 22 giugno 1988) è un'ex sciatrice alpina norvegese.

## Biografia
Attiva in gare FIS dal novembre del 2003, in Coppa Europa la Brusletto esordì il 21 aprile 2004 a Innerkrems in discesa libera (77ª) e ottenne il miglior piazzamento il 9 novembre 2007 a Neuss/Bottrop in slalom speciale indoor (8ª). Nella stagione 2009-2010 gareggiò principalmente in Nor-Am Cup, esordendo il 30 novembre ad Aspen in slalom gigante, senza completare la prova, ottenendo due podi (le vittorie negli slalom giganti di Panorama del 15 e del 16 dicembre) e vincendo la classifica di specialità di slalom gigante. Nella stessa stagione, il 24 gennaio, esordì anche in Coppa del Mondo, a Cortina d'Ampezzo in slalom gigante senza completare la prova.
Il 27 novembre 2010 prese il via per la seconda e ultima volta il via in Coppa del Mondo, ad Aspen in slalom gigante senza completare la prova, e si ritirò durante la stagione 2010-2011; la sua ultima gara fu uno slalom speciale universitario disputato a Eldora il 9 gennaio, non completato dalla Brusletto. In carriera non prese parte a rassegne olimpiche o iridate.

## Palmarès

### Coppa Europa
- Miglior piazzamento in classifica generale: 129ª nel 2009

### Nor-Am Cup
- Miglior piazzamento in classifica generale: 7ª nel 2010
- Vincitrice della classifica di slalom gigante nel 2010
- 2 podi:
  - 2 vittorie

#### Nor-Am Cup - vittorie
| Data             | Località | Paese  | Specialità |
| ---------------- | -------- | ------ | ---------- |
| 15 dicembre 2009 | Panorama | Canada | GS         |
| 16 dicembre 2009 | Panorama | Canada | GS         |

Legenda:

GS = slalom gigante

### Campionati norvegesi
- 2 medaglie:
  - 1 argento (slalom gigante nel 2009)
  - 1 bronzo (slalom gigante nel 2005)